# Yoshida-Schrein

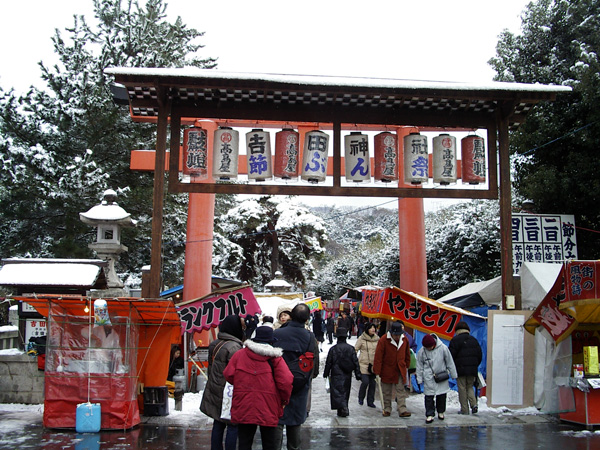
Die seit der Muromachi-Zeit jährlich vom 2. bis 4. Februar im Schrein stattfindenden Feiern zum Setsubun erfreuen sich großer Beliebtheit

Der Yoshida-Schrein (jap. 吉田神社, yoshida-jinja) ist ein Shintō-Schrein im östlichsten Teil des Stadtbezirks Sakyo-ku von Kyōto, Japan. Er liegt am Fuß des Berges Yoshida, Teil des Higashiyama-Gebirges, und wird von einem tiefen Wald umgeben. Gegründet wurde er in der Heian-Zeit im Jahr 859 durch die Fujiwara-Familie.

## Geschichte
Der Historienerzählung Eiga Monogatari nach wurde Anshi, die Gemahlin des Murakami-tennō im Jahr 964 nahe dem Yoshida-Schrein eingeäschert und beigesetzt.
Im Jahr 1081 wurde der Yoshida-Schrein in die Liste der 22 Schreine aufgenommen.
In der zweiten Hälfte des 15. Jahrhunderts begründete der Priester und Gelehrte Yoshida Kanetomo (1435–1511, aus der alten Weissager-Familie am Kaiserhof, der Yoshida bzw. Urabe) im Schrein eine besondere Richtung des Shintō, den Yoshida-Shintō. Der Yoshida-Shintō erhielt bald so starken Einfluss in Japan, dass der Yoshida-Schrein für mehrere Jahrhunderte durch den Tennō das alleinige Recht erhielt, Genehmigungen zur Ausübung des Shintō-Priestertums zu erteilen. Diese waren zwar nicht zwingend Voraussetzung zur Ausübung priesterlicher Tätigkeiten in einem Shintō-Schrein, wurden aber populär zur Beilegung von Kompetenzstreitigkeiten zwischen religiösen Experten innerhalb jeweils einer Schrein-Gemeinde.

## Besonderheiten
Der Schrein selbst hat einige architektonische Besonderheiten: Statt eines heiden existiert nur ein einfaches Dach, dafür aber vier honden. Für besondere spirituelle Übungen der Priester gibt es das gyōjishō-ya.
Am Tag nach Setsubun beginnt im Daigen-kyū (ein massha) die Austreibung des Uji-kata-yagi-no-yamai-gami, der Kami alles Bösen, darunter böse Gedanken und Absichten (tsumi), Schmutz, Krankheit und Unfälle. Er wird allerdings auch in einem honden verehrt, vor dessen Eingang der „Elendshügel“ (yaku-zuka) liegt, der mit acht Shimenawa mit dem honden verbunden ist. Während der Austreibung werden Säcke mit Soya-Bohnen auf diesen Hügel geworfen.
Für die nahe gelegene Universität Kyōto führten Priester des Schreins die traditionellen Shintō-Riten zur Grundsteinlegung aus. Zudem ist der Schrein für seine Hamaya berühmt.